# Archidiocèse syriaque orthodoxe de Jérusalem et de Terre Sainte
L' Archidiocèse syriaque orthodoxe de Jérusalem et de Terre Sainte est une juridiction de l'Église syriaque orthodoxe qui regroupe une partie des chrétiens de tradition araméenne présents en Israël, Palestine et Jordanie.
À sa tête, l'évêque métropolitain de Jérusalem qui réside au monastère Mor Marqos dont le titulaire est Mor Anthimos Jack Yakoub.

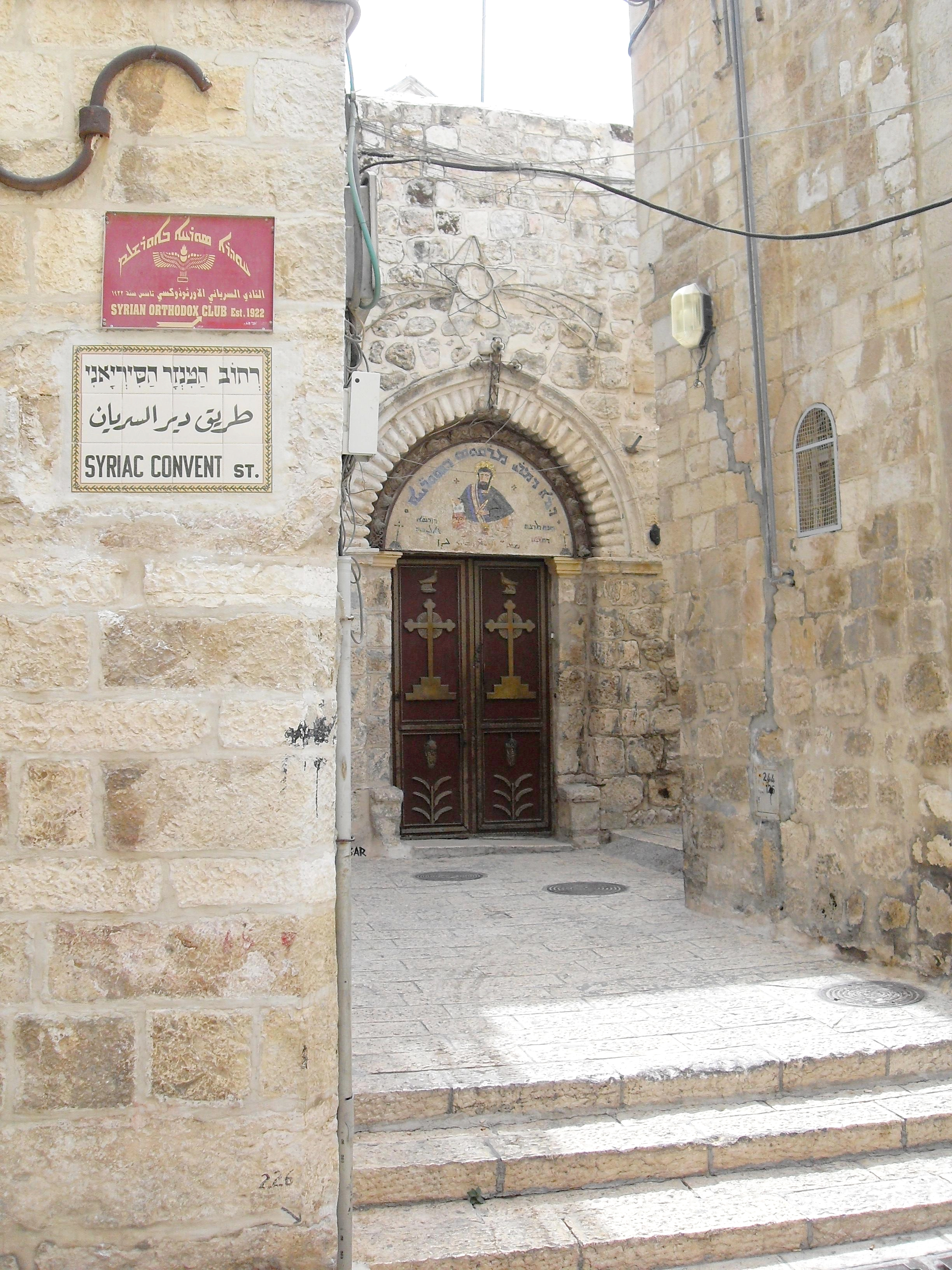
Monastère Mor Marqos

## Histoire
La première église syriaque orthodoxe de Jérusalem a probablement été construite entre la conquête sassanide (614) et la conquête islamique (637). Le patriarche Michel le Syrien (mort en 1199) laisse entendre que l'église démolie par Harun al-Rashid en 806/807 était antérieure à la conquête islamique. Elle fut bientôt reconstruite par un Égyptien nommé Macaire de Naburwah. Puisque presque tous les évêques connus étaient des moines, il devait aussi y avoir au moins une communauté monastique rudimentaire .
L'église semble avoir été détruite au moment de la destruction de l'église du Saint-Sépulcre. En 1092, Mansur de Tilbana, un autre Égyptien, construisit ce qui était alors la seule église orthodoxe syriaque de la ville. Dans le premier quart du XIIe siècle, l'évêque Ignace II a reconstruit l'église et le monastère détruits. Elle était dédiée à Sainte Marie Madeleine et plus tard aussi à Simon le Pharisien. Peu après 1125, Ignace III a construit une auberge avec une cour en face de l'église. Selon Jean de Würzburg, écrivant plus tard dans le siècle, cette église aurait été autrefois la maison de Simon le Lépreux. Elle etait situé près de l'église Sainte-Anne du côté nord-est de la ville.
Après la conquête ayyoubide en 1187, l'église et le monastère ont été transformés en école musulmane. Les évêques ne purent à nouveau l'occuper que brièvement lorsque la ville fut aux mains des chrétiens entre la sixième croisade (1229) et la conquête khwarazmienne (1244). Par la suite, les orthodoxes syriaques ont utilisé la petite église de Saint Thomas des Germains jusqu'à ce qu'elle soit remise aux autorités musulmanes par le moine titulaire, qui s'est converti à l'islam en 1451/1452.
Le patriarche syriaque orthodoxe a acquis le monastère de Saint-Marc des coptes orthodoxes en 1472 et cela a servi depuis comme l'église des évêques de Jérusalem.
Une partie de la communauté passe sous la juridiction de l'Église syriaque catholique en 1810.

## Organisation
Présence très modeste en Terre sainte, regroupant quelques milliers de fidèles  dont les lieux de culte sont situés à :
- Jérusalem
  - le monastère Mor Marqos
  - dans l'église du Saint-Sépulcre, la chapelle du tombeau de Joseph d'Arimathie
  - dans l'église du Sépulcre de Marie, une chapelle.

- Bethléem
  - dans la basilique de la Nativité, une chapelle [5]
  - l'église Sainte-Marie construite en 1943 [6]

- en Jordanie
  - l'église Saint-Ephrem à Amman construite en 1948.
  - la cathédrale Saint-Ephrem à Amman Sweifieh inaugurée en octobre 2011 [7]
  - l'église Saint-Jean-Baptiste à Béthanie-au-delà-du-Jourdain en construction [8]